# Aero AT-3
Aero AT-3 je dvosedežno lahko športno letalo poljskega proizvajalca Aero Ltd. Letalo se lahko kupi že sestavljeno ali pa v kit obliki za sestavljanje doma. AT-3 je povsem kovinsko nizkokrilno letalo s fiksnim pristajalnim podvozjem tipa tricikel. 

## Specifikacije (AT-3)
Podatki iz Official website
Splošne karakteristike
- Posadka: 1
- Število sedežev: 1 potnik
- Dolžina: 6,25 m (20 ft 6 in)
- Razpon kril: 7,55 m (24 ft 9 in)
- Višina: 2,23 m (7 ft 4 in)
- Površina kril: 9,3 m² (100,6 sq ft)
- Teža praznega letala: 350 kg (771 lb)
- Uporaben tovor: 232 kg (511 lb)
- Maks. vzletna teža: 582 kg (1282 lb)
- Pogon letala: 1 ×  Elprop 3-1-1P Rotax 912S, 100 KM (75 kW)

 Zmogljivost 
- Neprekoračljiva hitrost: 236 km/h (127 vozlov)
- Maks. hitrost: 220 km/h (119 vozlov)
- Potovalna hitrost: 200 km/h (108 kn)
- Hitrost porušitve vzgona: 82 km/h (44 vozlov)
- Doseg: 717 km (387 nmi)
- Višina leta: 4000 m (13123 ft)
- Obremenitev kril: +3,8g -1,5 g ()
- Razmerje moč/teža: 5,82kg/KM (12,82 lb/KM)
- Vzletna razdalja: 145 m (476 ft)
- Pristajalna razdalja: 200 m (656 ft)